# Laserschutzbeauftragter
Nach § 5 der im Juli 2010 erlassenen und im Oktober 2017 zum zweiten Mal novellierten deutschen Verordnung zum Schutz der Beschäftigten vor Gefährdungen durch künstliche optische Strahlung (Arbeitsschutzverordnung zu künstlicher optischer Strahlung – OStrV) haben Arbeitgeber die Pflicht, falls sie nicht selbst über die erforderlichen Fachkenntnisse verfügen, vor der Aufnahme des Betriebs von Lasern der Klassen 3R, 3B und 4 einen Laserschutzbeauftragten mit Fachkenntnissen schriftlich zu bestellen.  
Die Fachkenntnisse sind durch die erfolgreiche Teilnahme an einem Lehrgang (mit Abschlussprüfung) nachzuweisen und durch regelmäßige Fortbildungen (Die TROS Laserstrahlung präzisiert dies auf mindestens alle 5 Jahre) auf dem aktuellen Stand zu halten (OStrV § 5 Absatz 2).  
Seit Mai 2019 gibt es von der Deutschen Gesetzlichen Unfallversicherung (DGUV) einen Grundsatz zur Ausbildung und Fortbildung von Laserschutzbeauftragten sowie Fortbildung von fachkundigen Personen zur Durchführung der Gefährdungsbeurteilung nach OStrV bei Laseranwendungen (DGUV Grundsatz 303-005).

## Aufgaben
Die Laserschutzbeauftragten haben folgende Aufgaben:
Die Laserschutzbeauftragten unterstützen den Arbeitgeber
1. bei der Durchführung der Gefährdungsbeurteilung nach § 3 OStrV,
2. bei der Durchführung der notwendigen Schutzmaßnahmen nach § 7 und
3. bei der Überwachung des sicheren Betriebs von Lasern nach § 5 Satz 1

Zu den Aufgaben der Laserschutzbeauftragten gehören insbesondere:
- die Mitwirkung bei der Erstellung der Gefährdungsbeurteilung,
- die Mitwirkung bei der Umsetzung der in der Gefährdungsbeurteilung durch den Unternehmer festgelegten Schutzmaßnahmen wie Mitwirkung bei der Unterweisung der Mitarbeiter, Abgrenzen und Kennzeichnen des Laserbereichs, Beschaffung geeigneter persönlicher Schutzausrüstung wie Laserschutzbrillen …
- die Gewährleistung des sicheren Betriebs durch regelmäßige Kontrolle der Wirksamkeit der getroffenen Schutzmaßnahmen.

Bei ausschließlicher Anwendung der Laserklassen 1 und 2 gemäß DIN EN 60825-1:2008 wird kein Laserschutzbeauftragter benötigt. 
Achtung: Viele Materialbearbeitungslaser der Klasse 1 überschreiten bei Instandsetzungsarbeiten die Expositionsgrenzwerte nach OStrV und sind dann quasi im Klasse-4-Betrieb – In diesem Fall sind Schutzmaßnahmen erforderlich.
Beim Betrieb von Lasern der Klasse 1M, 2m oder alten Klasse 3A wird gemäß TROS Laserstrahlung Teil 3 je nach Aufgabe ein Laserschutzbeauftragter empfohlen. 

## Kurse für den Erwerb der Fachkenntnisse
Nach der optischen Strahlungsverordnung OStrV hat der Arbeitgeber über die geeignete Auswahl der Lehrgangs-/Kursanbieter  von Laserschutzbeauftragtenkursen sicherzustellen, dass die Laserschutzbeauftragten die für ihre Tätigkeit erforderlichen Fachkenntnisse erhalten. Im DGUV Grundsatz 303-005 "Ausbildung und Fortbildung von Laserschutzbeauftragten sowie Fortbildung von fachkundigen Personen zur Durchführung der Gefährdungsbeurteilung nach OStrV bei Laseranwendungen" werden die Anforderungen der DGUV an die Ausbildung von Laserschutzbeauftragten und fachkundigen Personen unter Berücksichtigung der geänderten rechtlichen Rahmenbedingungen (OStrV, Technische Regeln Optische Strahlung (TROS) Laserstrahlung) beschrieben. Kursanbieter, welche nach dem Grundsatz ausbilden, können hierdurch eine Basisqualität der Seminare nachweisen.

## Prüfung am Ende des Kurses
Die Prüfung dient dem Nachweis des erfolgreichen Erwerbs der Fachkenntnisse eines LSB nach OStrV. Es soll damit gezeigt werden, das erforderliche Wissen wiedergeben und anwenden zu können – erfolgreich heißt hier, dass die Ausbildung zum Laserschutzbeauftragten mit einer Prüfung enden muss. Die Dauer der Prüfung beträgt bei allgemeinen Kursen 1 LE (45 Minuten) und bei anwendungsbezogenen Kursen 0,5 LE (vgl. Tab 1 und 2 in der TROS Laserstrahlung Teil „Allgemeines“).
Das Bestehen dieser Prüfung ist Voraussetzung, um als Laserschutzbeauftragter bestellt werden zu können. Kursteilnehmer, die einen Kurs ohne Prüfung absolviert haben, müssen sich nachschulen lassen.